# Wray, England
Wray är en ort i Storbritannien.   Den ligger i grevskapet Lancashire och riksdelen England, i den centrala delen av landet, 300 km nordväst om huvudstaden London. Wray ligger 56 meter över havet och antalet invånare är 521.
Terrängen runt Wray är kuperad åt sydost, men åt nordväst är den platt. Runt Wray är det ganska tätbefolkat, med 214 invånare per kvadratkilometer. Närmaste större samhälle är Morecambe, 16,9 km väster om Wray. Trakten runt Wray består i huvudsak av gräsmarker.